# 玻璃天花板

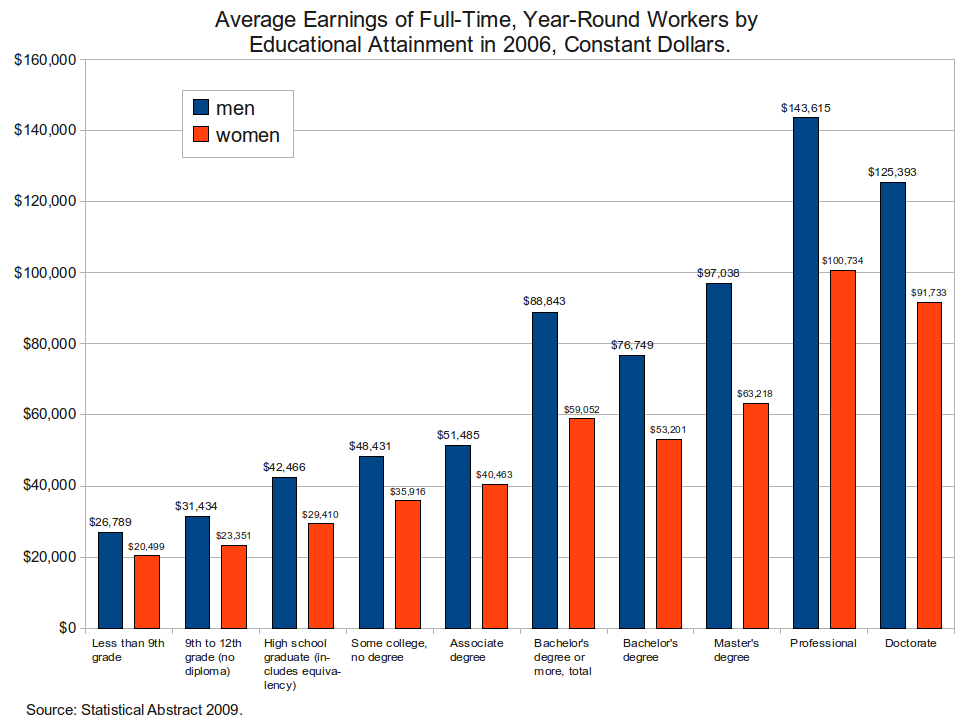
美國同等學歷的男女薪資差異（2006年）

玻璃天花板（英語：glass ceiling）是指在公司、企业和机关、团体中对某些群体（如女性、少数族裔）晋升到高级职位或決策層的潜在限制或障碍。它指正如玻璃一样，这个障碍虽然不会明文规定，但却是实实在在的存在。这个比喻由玛丽莲·劳顿（英语：Marilyn Loden）在1978年的一次演讲中创造。
另外，也有玻璃地板（glass floor）一词，是讓某些群体避免或減少落入低下層或受傷害的潛在保護。例如女性雖然因玻璃天花板的潜在限制或障碍，使她们升任高级职位或決策層的機率，較男性為低；但同时也受到玻璃地板的保護，因此女性失業、过勞死、參與矿工、建築工或當兵上戰場等高勞動高危險工作、落入地位低下的囚犯、露宿者或乞丐等处境的機率，也較男性為低。
一些女權主義者認為，男性缺乏玻璃地板保護，是推動女權主義及移除玻璃天花板的障礙；而多數男性無法達到玻璃天花板的高度，但明確感受到缺乏玻璃地板保護，因此會把女權主義視為得了便宜還賣乖。

## 玻璃天花板指數
經濟學人針對經濟合作暨發展組織(OECD)成員國家，調查公佈了各國「透明天花板指數」(英語：Glass-Ceiling index)。指出女性在各國工作與生育生涯中，受到無形屏障或福利的狀況。